# Abstract Wikipedia
Abstract Wikipedia là dự án đang được phát triển của Wikimedia Foundation nhằm mục đích sử dụng Wikifunctions để tạo ra phiên bản Wikipedia không phụ thuộc vào ngôn ngữ bằng cách sử dụng dữ liệu có cấu trúc của nó.
Dự án tổng thể này do nhà đồng sáng lập Wikidata là Denny Vrandečić nghỉ ra trong tài liệu làm việc của Google vào tháng 4 năm 2020, được đề xuất chính thức vào tháng 5 năm 2020 (với tên gọi Wikilambda), và được hội đồng quản trị của Wikimedia Foundation phê duyệt vào tháng 7 năm 2020 dưới cái tên Abstract Wikipedia. Tháng 3 năm 2021, Vrandečić đã công bố tổng quan về hệ thống này trong bài viết "Xây dựng Wikipedia đa ngôn ngữ" vào tháng 4 năm 2021 trên tập san khoa học máy tính  Communications of the ACM.